# Winklern (Karyntia)
Winklern – gmina targowa w Austrii, w kraju związkowym Karyntia, w powiecie Spittal an der Drau. Liczy 1206 mieszkańców.